# Орловка (Вавожский район)
Орловка — упразднённая деревня в Вавожском районе Республики Удмуртия Российской Федерации. Ныне урочище.
Малая родина Героя Советского Союза П. Т. Кривокорытова.

## Топоним
Деревня многократно меняла название и статус.
- Орловской починок (Ижойка) — в Списке населённых мест Вятской губернии 1859—1873 гг.
- Орловский[2] на карте 1884 года, Орловка — Список населённых мест Вятской губернии по переписи населения 1926 г.
- деревня	Орловск — на 01.03.1932
- деревня	Орловка — с 01.01.1939[3]

## География
Урочище расположено на западе республики на реке Кылт.

### Географическое положение
В радиусе пяти километров находились следующие населённые пункты:
- д. Увампусо (↘ 2,1 км)
- поч. Петровский (↘ ≈3,3 км)
- д. Александровка (↘ 3,5 км)
- д. Тыловыл (↗ 3,7 км)
- пос. Московский (← 3,8 км)
- выс. Петроключ (↗ 4,2 км)
- с. Тыловыл-Пельга (↗ 4,3 км)
- д. Покровка (↘ 4,6 км)
- д. Берлуд (↑ 4,8 км)
- д. Новотроицкий (→ 4,9 км)

## Население
В Реестре селений и жителей на 1891 год упомянуты рода деревни и число семей в них:
- Ершов — 2
- Зуев — 6
- Кривокорытов — 4
- Мальцов — 6
- Медведев — 5
- Фоминых — 1
- Шерстобитов — 4.

## Известные уроженцы, жители
Кривокорытов, Павел Тимофеевич (1915—1996) — майор Советской Армии, Герой Советского Союза (1945).

## Инфраструктура
Личное подсобное хозяйство с зоной сельскохозяйственного использования, индивидуальная застройка усадебного типа.
На карте 2004 года отображены отдельные дома (избы) в урочище Орловка

## Транспорт
Список населённых мест Вятской губернии 1859—1873 гг. описывал положение деревни следующим образом: «По правую сторону проселочной дороги, из Больше-Кильмеза, через с. Водзименское, к границе Сарапульского уезда».